# Crispiphantes rhomboideus
Crispiphantes rhomboideus är en spindelart som först beskrevs av Paik 1985.  Crispiphantes rhomboideus ingår i släktet Crispiphantes och familjen täckvävarspindlar. Inga underarter finns listade i Catalogue of Life.